# Гаджимагомедов, Нурмагомед Энгельсович
Нурмагоме́д Э́нгельсович Гаджимагоме́дов (29 сентября 1996, Южно-Сухокумск, Дагестан — 24 февраля 2022, Украина) — российский военнослужащий. Гвардии старший лейтенант, командир роты 247-го гвардейского десантно-штурмового Кавказского казачьего полка 7-й гв. вдд ЮВО. Герой Российской Федерации (посмертно, 2022). Первый удостоенный звания Героя Российской Федерации участник вторжения России на Украину 2022 года.

## Биография
Родился 29 сентября 1996 года в городе Южно-Сухокумске Дагестана в лакской семье. Отец — Гаджимагомедов Энгельс Магомедович (род. 14 мая 1966, с. Кани, Дагестанская АССР), заместитель министра внутренних дел Ингушетии, полковник полиции, награждён тремя орденами Мужества, медалями «За отвагу» и «За боевые заслуги». Мать — Сапижат Исаевна Мазаева, учительница начальных классов в школе № 54 в пригороде Махачкалы. В марте 2021 года женился, есть дочь Теймия (род. 20 февраля 2022).
С детства увлекался спортом, занимался карате. В 2012 году окончил среднюю школу № 42 города Махачкалы. В мае 2015 года в Перми завоевал бронзовую медаль чемпионата России по кикбоксингу. Любил творчество поэта Расула Гамзатова и сам сочинял стихи.
Ещё в детстве хотел стать десантником по примеру главы Республики Ингушетия Юнус-Бека Евкурова. В 2017 году окончил Рязанское высшее воздушно-десантное училище. С 1-го курса был командиром взвода.
Во время учёбы занимался армейским рукопашным боем, а позже получил звание мастера спорта России. Служил в должности командира роты в составе 247-го гвардейского десантно-штурмового Кавказского казачьего полка ВДВ России с дислокацией в Ставрополе. Дважды был в длительных командировках во время военной операции России в Сирии.
В феврале 2022 года принимал участие во вторжении России на Украину. По версии МО РФ, Гаджимагомедов был ранен, попал в окружение и подорвал себя гранатой вместе с украинскими военнослужащими. 3 марта 2022 года указом президента России Владимира Путина удостоен звания Героя Российской Федерации (посмертно) за «мужество и героизм, проявленные при исполнении воинского долга».
8 сентября 2022 года на пленуме Союза писателей России Гаджимагомедов принят почетным членом Союза писателей России посмертно.
Похоронен в родовом селе Кани. Посмертно награждён Орденом «Аль-’Иззат» («Слава, честь и достоинство») ЦДУМ России.

## Память
- В родовом селе Гаджимагомедова — в селе Кани Кулинского района Дагестана — будет установлен бронзовый бюст.
- Имя Гаджимагомедова планируется навечно занести в списки личного состава роты 247-го гвардейского десантно-штурмового полка[11].
- Улица в городе Махачкала (б. ул. Джигитская) — улица Героя России Нурмагомеда Гаджимагомедова. Торжественная церемония присвоения имени состоялась 6 мая 2022[12].
- Памяти Гаджимагомедова посвящено первенство России по вольной борьбе среди юниоров до 21 года (24—27 марта 2022 года в каспийском Дворце спорта имени Али Алиева)[13].
- Имя Гаджимагомедова присвоено МБОУ «средняя общеобразовательная школа № 42» города Махачкалы (26.04.2022). На здании школы установлена памятная доска. В школе работает музей. Родные Гаджимагомедова передали в музей копию звезды Героя Российской Федерации[14].
- Площадь Конституции в Донецке у реки Кальмиус властями самопровозглашённой ДНР была переименована в честь Героя России Нурмагомеда Гаджимагомедова. Открыта Главой ДНР Денисом Пушилиным и отцом Гаджимагомедова 11 мая 2022 года[15].
- В Краснодаре решением во время заседания гордумы назовут улицу именем Гаджимагомедова с юго-востока на северо-запад от ул. имени Ю.Н. Якименко[16].
- 13 февраля 2023 года по инициативе Главы Кабардино-Балкарии Казбека Кокова три улицы в Нальчике переименованы в честь Героев России, одна из которых названа именем Гаджимагомедова[17].